# Como
För andra betydelser, se Como (olika betydelser).
Como (piemontesiska: Còm) är en stad och kommun i Lombardiet i norra Italien. Den är huvudort i provinsen med samma namn och ligger cirka 45 kilometer norr om Milano. Staden är belägen i en smal dalgång vid södra änden av Comosjön (italienska: Lago di Como) och gränsar till Schweiz sydligaste spets. Kommunen hade 82 522 invånare (2018). Närheten till Comosjön och Alperna har gjort Como till ett populärt turistmål. I staden finns även en domkyrka.
Kända personer som kommer från Como är bland andra Plinius den äldre och den yngre, påven Innocentius XI, vetenskapsmannen Alessandro Volta och Cosima Liszt, Richard Wagners andra hustru.

## Historia
Kullarna som omger den Como har varit bebodda, sedan åtminstone bronsåldern, av en keltisk stam som kallas Orobii. Det finns ännu lämningar kvar bland de skogklädda kullarna sydväst om staden.
Under första århundradet före Kristus blev området en del av det Romerska riket. Då låg staden uppe på kullarna, men på order av Julius Caesar flyttades den till sitt nuvarande läge nere vid sjön. Området utgjordes då av träskmarker som dränerades och planades ut för att ge plats åt staden. Den flyttade staden fick namnet Novum Comum med status som municipium.
Staden blev biskopssäte under 300-talets slut. År 774 invaderades staden av frankerna, som leddes av Karl den store, och blev ett handelscentrum.
År 1127 förlorade Como ett tio år långt krig mot den närbelägna staden Milano. Några decennier senare kunde staden, med hjälp av Fredrik I Barbarossa, få sin hämnd då Milano förstördes år 1162. Fredrik Barbarossa lät därefter uppföra flera försvarstorn runt stadens gränser, varav endast ett finns kvar idag.
Därefter blev staden en del av Hertigdömet Milano, efter att ha erövrats 1335. Como tillhörde hertigdömet fram till 1714 då området erövrades av Österrike. Mellan 1796 och 1815 var området franskt under Napoleon I för att efter 1815 åter tillfalla Österrike efter Wienkongressen. Därefter blev det österrikiskt fram tills 1859 då Giuseppe Garibaldi gjorde det till en del av det enade kungariket Italien.
I slutet av andra världskriget, efter att ha passerat Como på sin flykt mot Schweiz, blev Benito Mussolini tillfångatagen och sedan avrättad av partisaner i Giulino di Mezzegra, en liten stad på norra stranden av Comosjön.
Som kuriosa kan nämnas att Rockefellers fontän, som idag står i Bronx Zoo i New York, tidigare stod på det stora torget vid sjön. Den köptes av William Rockefeller 1902.

## Ekonomi
Traditionellt är Como känt för sin produktion av siden, men stora delar av denna industri är idag avvecklad och de flesta av invånarna arbetar istället´inom tjänstesektorn. Under 2000-talet har staden alltmer blivit en del av Milanos ekonomiska sfär och därmed  i stor utsträckning intagit en roll som bostadsförort. Turismen är en växande näringsgren i Como.

## Sevärdheter

### Kyrkor

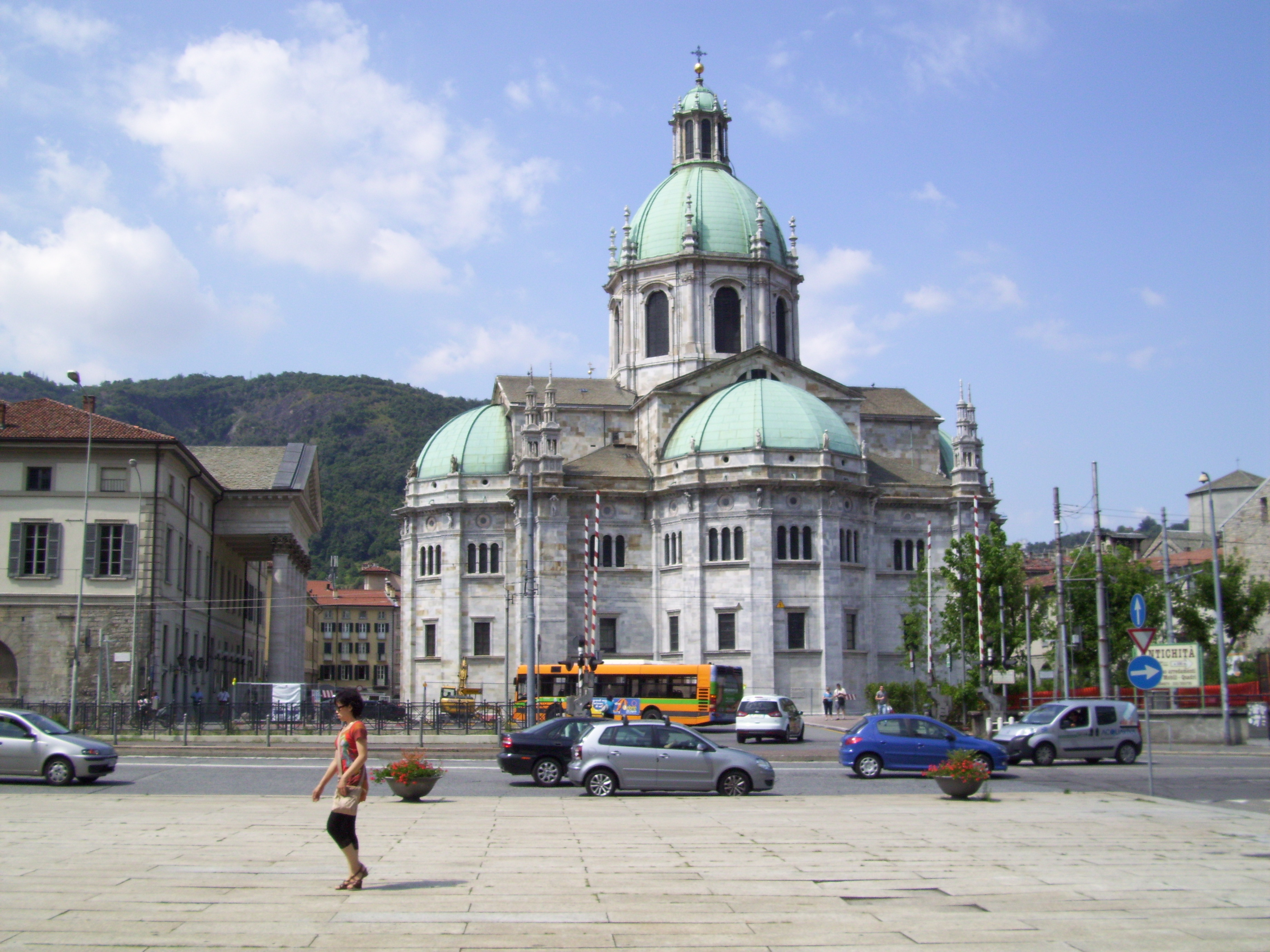
Domkyrkan.

- Domkyrkan som började byggas 1396[3] på platsen för den tidigare romanska kyrkan Santa Maria Maggiore. Fasaden byggdes 1457, med det karakteristiska rosfönstret och en portal flankerad av två renässansstatyer av Plinius den äldre och Plinius den yngre som kom från Como. Bygget stod klar 1740.
- San Fedele, en romansk kyrka uppförd omkring år 1120. Det ursprungliga klocktornet återuppbyggdes i modern tid. Kyrkan är mest känd för St. Fedeles dörr och dess vackra medeltida utsmyckningar.
- Sant'Agostino byggdes av Cisterciensermunkar i början av 1300-talet och har genomgått stora renoveringar under 1900-talet. Interiören och angränsande klostret har fresker från 1400- till 1600-talet, men det mesta av inredningen är från barocken.
- Sant'Abbondio som är en romansk basilika som invigdes 1095 av påven Urban II. Interiören innehåller målningar daterade till 1000-talet och fresker från 1300-talet.
- San Carpoforo, från 1000- och 1100-talet, grundades enligt traditionen genom att ett tidigare tempel till den romerska guden Merkurius ära återanvändes för att hysa relikerna efter St. Carpophorus och andra lokala martyrer.

### Andra byggnader och monument
- Det gamla rådhuset Broletto, från 1200-talets början.[3]
- Casa del Fascio ett av Giuseppe Terragnis mest berömda byggnadsverk. Det har beskrivits som en tidig "milstolpe i modern europeisk arkitektur".
- Monumento ai caduti, ett krigsmonument, av Giuseppe Terragni.
- Teatro Sociale av Giuseppe Cusi
- Villa Olmo, byggt 1797 i neoklassisk stil av familjen Odescalchi. Ett flertal kända personer, såsom Napoleon I, Ugo Foscolo, Klemens von Metternich, Franz Ferdinand I och Giuseppe Garibaldi, har bott här.
- Monumental Fountain även känd som Voltas Fontän är ett 9 meter högt monument över Voltas batteri, det var ritad av arkitekten Cesare Cattaneo och målaren Mario Radice. Den står i mitten av Camerlatatorget.
- De gamla försvarsmurarna från medeltiden
- Castello Baradello, ett litet medeltida slott med utsikt över staden vilket är det enda som återstår av fästningen som uppfördes av Fredrik Barbarossa ungefär 1158.

## Transport
Staden ligger i anslutning till motorvägen A9 och har järnvägsförbindelse med Schweiz genom Sankt Gotthardsbanan.

## Sport
De främsta idrottsklubbarna från Como är simlaget Como Nuoto, basketlaget Pool Comense och fotbollslaget Como 1907.